# Arkharà
Arkharà - Архара (rus) és un possiólok de l'óblast de l'Amur, a Rússia. L'1 d'octubre de 2021 tenia 7.813 habitants.